# Calamity Jane (Lucky Luke)
Calamity Jane és la quaranta-quatrena història de la sèrie Lucky Luke per Morris (dibuix) i René Goscinny (guió). És publicada per primera vegada del no 1437 al no 1458 de la revista Spirou. A continuació és publicada en àlbum l'any 1967.

## Sinopsi
Lucky Luke fa amistat amb Calamity Jane, que el posa en una situació delicada. Arriben a El Plomo on Calamity Jane guanya el saloon en una aposta a pols, del qual surt vencedora. August Oyster, antic propietari de l'establiment, tracta de fer-li abandonar la ciutat. Durant aquest temps, Lucky Luke s'interessa a un afer de tràfic d'armes amb els indis.

## Personatges
A part de Lucky Luke y Jolly Jumper apareixen els següents personatges entre molts altres innominats:
August Oyster: propietari del saloon abans que Calamity Jane arribi a El Plomo i prengui possessió del saloon.
Baby Sam: és un forçut a les ordres d'Oyster.
Gomino: és el cabdill dels apatxes.
Robert Gainsborough: el professor de bones maneres de Calamity Jane, té els trets de David Niven.
Aquest àlbum reprèn el personatge històric de Martha Jane Canary (1852 - 1903), aventurera durant la conquesta de l'Oest.
Wild Bill Hickok apareix en un salt enrere i d'esquena a la història de Calamity Jane.

## Al·lusió a altres dones de l'oest
A la vuitena vinyeta de l'última pàgina, un paràgraf evoca els noms d'altres dones que com Calamity Jane havent marcat la història del Far West:
- Poker Alice
- Madame Moustache
- Big Nose Kate (que serà la un dels personatges clau de l'àlbum OK Corral.
- Pickhandle Nan
- Rowdy Kate (esposa de Joseph Lowe)
- Kitty the Schemer

## Publicació

### Revistes
La història va aparèixer a la revista Spirou, del no 1437 (28 d'octubre de 1965) al no 1458 (24 de març de 1966).

### Àlbum
Edicions Dupuis, núm. 30, 1967.

### Traducció
Va ser traduït al català per Víctor Mora i publicat el 1984 per Grijalbo/ Dargaud.

## Adaptacions
Aquest àlbum ha estat adaptat a la sèrie animada Lucky Luke, difosa per primera vegada l'any 1984 on el gos Rantamplan apareix en aquest episodi.
Calamity Jane apareix al film Lucky Luke (2009) de James Huth on és interpretada per Sylvie Testud.
El nom de Calamity Jane és mencionat per la seva mare al film Els Dalton (2004) de Philippe Haïm.
Els personatges de Calamity Jane i d'August Oyster han aparegut a l'episodi La Cavale de la tercera sèrie animada Les Nouvelles Aventures de Lucky Luke l'any 2001.